# 扎维京斯克区
扎维京斯克区（俄语：Завитинский район）是俄罗斯联邦阿穆尔州下辖的一个区，其行政中心为扎维京斯克。据2016年统计，该区的人口为14662人。